# The Attic
The Attic è un film del 2008 diretto da Mary Lambert.

## Trama
Emma Callan e la sua famiglia traslocano. Emma non ama la nuova casa, in particolar modo la soffitta. Proprio qui verrà attaccata da quella che sembra essere una sua gemella, e indagherà per risolvere il mistero.

## Produzione
Le riprese si sono svolte nel New Jersey.